# Симонович Борис Олександрович
Борис Олександрович Симонович (29 липня 1903 р., с. Сехи, Російська імперія — 21 квітня 1985 р., м. Сарни) — український громадський та політичний діяч, міський голова Олевська — столиці однойменної української повстанської республіки.

## Життєпис

### Дитинство та юність
Народився в сім'ї священика. Мав п'ятьох сестер та трьох братів. Старший брат Михайло, ставши священиком, був духівником (капеланом) УПА «Поліська Січ».
У 1908 році переїхав із родиною до села Борове. Закінчив духовне училище, почав навчання у м. Житомир, а скінчив у м. Муром, де був в евакуації під час Першої світової війни.
У м. Кременець закінчив 8 класів Волинської духовної семінарії і Олександрівську російську гімназію. Відбув строкову службу у польській армії. Не отримав Священство, оскільки був одружений з розлученою. Одружився з Юлією Павлівною Панасюк 16 червня 1929 року. Дружина була старша від Бориса на 16 років. На кошти, зароблені на деревній заготівлі, у 1935 р. придбав земельну ділянку, що з'явилась унаслідок вирубки лісу. Доклав чимало зусиль для приведення ділянки в орний стан. Започаткував власне господарство, побудував на ділянці приватний будинок, куди перебрався з дружиною жити.

### Другі Визвольні Змагання
У липні 1941 р. відгукнувся на пропозицію Тараса Бульби-Боровця очолити міську раду Олевська — столиці Олевської республіки. Дружину залишив на хуторі в Боровому, а сам очолив Олевську міську раду. На цій посаді співпрацював з «Поліської Січчю», і зокрема з Тарасом Бульбою-Боровцем. Після розпуску «Поліської Січі» повернувся в с. Борове на своє хазяйство.
Взимку з 1942 на 1943 рік «червоні партизани» арештували Бориса Симоновича та конфіскували все його майно. Однак за кілька днів Б. Симоновича відпустили та навіть повернули деяке майно — це був обмін полонених «червоних партизанів» на «бульбівців».
На свято Благовіщення, 9 квітня 1943 року німці спалили Борове, а разом з ним й всю господу Симоновича.

### Арешт
У 1945 році Бориса Олександровича заарештувала радянська влада та засудила у Житомирі як «зрадника батьківщини» до розстрілу. 96 днів він відсидів у «камері смертників», чекаючи на виконання вироку, однак за касаційним переглядом справи цей вирок було замінено на 20 років каторги. Термін відбував у Норильську а також у зоні «Спецлагу». Каторга та постійне голодування призвели до ряду захворювань, у тому числі й до туберкульозу легенів. Під час «хрущовської відлиги» був звільнений з табору Іркутської області (1956 р.).

### Життя після концтабору
Повернувся до дружини в Рокитне, яка мешкала в будинку свого племінника Володимира Степановича Сморжевського. Старанням дружини та її племінника Борис Олександрович позбувся деяких хвороб та вижив; однак так і не надбав нового помешкання. Ситуація ускладнювалась тим, що на утриманні сім'ї Симоновичів було ще двоє дітей: син Здіслав Сихлер (звали його Сашко) — лишився без батьків під час війни, виходець з польсько-єврейської родини, і дочка племінниці — Юлії Павлівни Клавдії Михайлівни Панасюк (по одруженні — Юрченко) Зоя Іванівна Панасюк (по одруженні — Кувшинова). Всі вони спочатку переїхали жити в село Лахва, де поміг їм з квартирою брат Бориса Олександр Іванович Симонович.
- У липні 1958 р. Борис Олександрович придбав у Сарнах, за адресою вул. Короленка-7 половину сільської хати, яка складалася з кімнати, кухні та сіней, куди і переїхали жити на постійно.
- У 1964 р. купили на знос і другу половину тієї ж хати, у якій ніхто не жив, і вона вже розвалювалась. Після ремонту у ній поселився їх прийомний син Здіслав Сихлер із сім'єю і його жінка Аліна. У Сарнах Борис Симонович ще працював на інкубаторній станції та у ветеринарній лікарні завідувачем господарства та кочегаром.
- У 1974 р. поховав дружину. Багато матеріально допомагав своєму прийомному синові Здіславові та Зої Іванівні Кувшиновій. Дітям свого брата Михайла Симоновича, яких він найбільше любив, лишив заповіт на збереження, за яким вони поставили пам'ятник не тільки йому, але й іншим родичам.
- Помер Борис Олександрович Симонович у м. Сарни 21 квітня 1985 р. після тяжкої хвороби. Похований у Сарнах на міському кладовищі поряд зі своєю дружиною, недалеко від церкви. Пам'ятник гранітний, один на двох. У подружжя Симоновичів своїх дітей не було. Доглядали лише прийомного сина, котрий лишився на своєму прізвищі.

## Особисте життя
Юлія Павлівна Симонович, до шлюбу Панасюк (*15 липня 1887 р., Свори, Люблінське воєводство, Польща—†24 серпня 1974 р., Сарни) — дружина Бориса Симоновича. За національністю українка.
- У 1910 р. закінчила церковно-парафіяльну школу при Леснинському монастирі на Холмщині. Деякий час працювала вчителькою в м. Климовичі (нині Білорусь).
- А з 1920 р. до 1943 р. жила в селі Борове, де працювала директоркою початкової школи, як при Польщі — польської, так і при радянській владі, після приєднання областей Західної України до Радянського Союзу — української школи. Юлія Панасюк була у шлюбі двічі. Перший її чоловік — Максим Федорович Сидоренко — інтернований «петлюрівець». Він працював учителем спочатку в Рафалівці, а потім в с. Борове. 16 червня 1929 р. одружилася з Борисом Симоновичем, з яким прожила до кінця життя.